# Záluží (Slavče)
Záluží je malá vesnice, část obce Slavče v okrese České Budějovice v Jihočeském kraji. Nachází se asi půl kilometru jižně od Slavče. Je zde evidováno 22 adres. V roce 2011 zde trvale žilo deset obyvatel.
Záluží leží v katastrálním území Slavče u Trhových Svinů o výměře 5,27 km².

## Historie
První písemná zmínka o vesnici pochází z roku 1186.

## Obyvatelstvo
| Rok            | 1869 | 1880 | 1890 | 1900 | 1910 | 1921 | 1930 | 1950 | 1961 | 1970 | 1980 | 1991 | 2001 | 2011 | 2021 |
| -------------- | ---- | ---- | ---- | ---- | ---- | ---- | ---- | ---- | ---- | ---- | ---- | ---- | ---- | ---- | ---- |
| Počet obyvatel | 102  | 91   | 102  | 92   | 109  | 119  | 101  | 50   | 56   | 42   | 17   | 9    | 7    | 10   | 11   |
| Počet domů     | 16   | 20   | 18   | 21   | 21   | 22   | 22   | 16   | 16   | 12   | 8    | 9    | 16   | 18   | 18   |

## Obecní správa
Při sčítání lidu v letech 1850–1869 Záluží bylo osadou obce Slavče v okrese Budějovice. V letech 1869–1890 bylo osadou obce Mohuřice v okrese Budějovice. Od roku 1890 je opět částí obce Slavče, se kterým patřilo nejprve do okresu České Budějovice (v letech 1890–1910 Budějovice), ale v roce 1950 v okrese Trhové Sviny a od roku 1960 v okrese České Budějovice.

## Pamětihodnosti
- Dvoje boží muka
- Kaplička

## Galerie

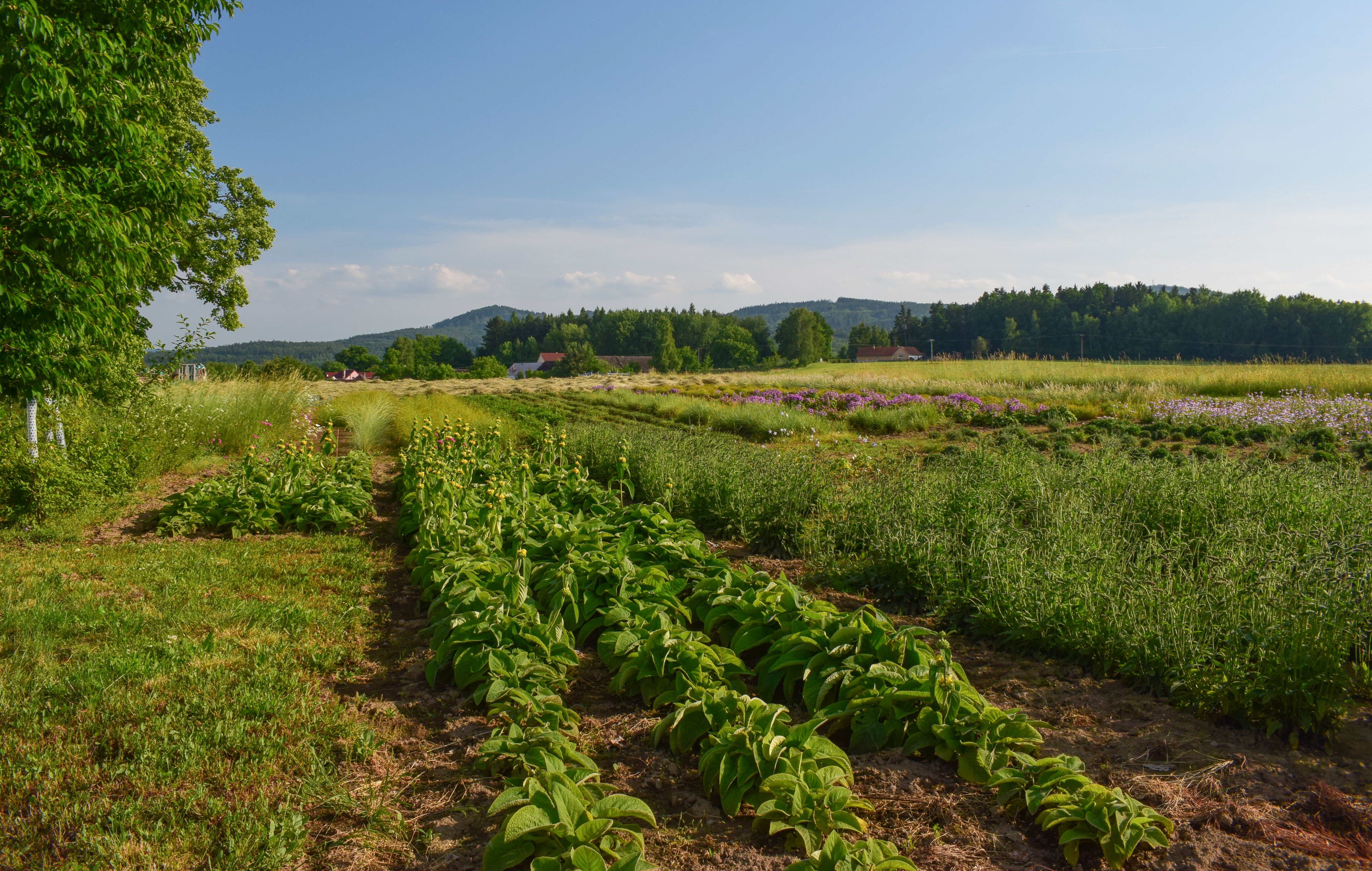
Pohled na Záluží od severu, v pozadí Slepičí hory